# Anthus campestris

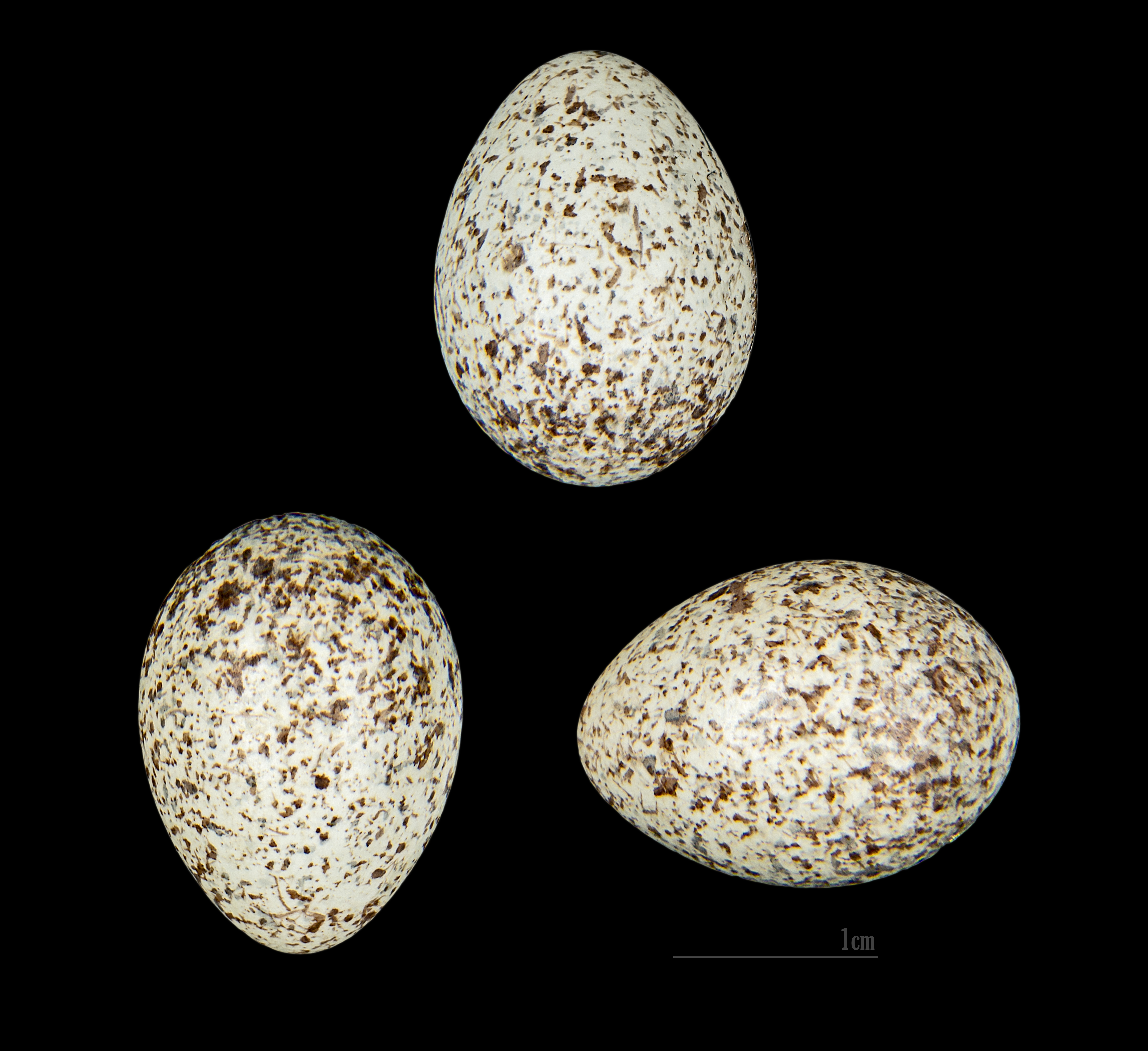
Huevos de Anthus campestris

El bisbita campestre (Anthus campestris) es una especie de ave paseriforme de la familia Motacillidae.

## Distribución
De distribución amplia por todo el paleártico, ocupando áreas de clima templado-cálido desde el noroeste de África hasta China occidental. En Europa aparece principalmente en la mitad sur, en países circunmediterráneos y en el este, es muy escasa o falta en toda el área centro-occidental de clima templado-húmedo, desde las islas británicas hasta Austria.
En España su principal zona de reproducción coincide con la mitad septentrional de la península ibérica, asentada en la meseta norte y el valle del Ebro, rarificándose hacia el sur y la zona mediterránea. Habita en las islas Baleares, sobre todo en Menorca.

## Hábitat
Ocupa eriales, baldíos y saladares desde el nivel del mar, pero sobre todo por encima de los 800 m s. n. m., en ambientes abiertos de carácter mediterráneo con vegetación herbácea y suelos pedregosos.